# Łukasz Starowicz
Łukasz Starowicz (ur. 7 maja 1976 w Bielsku-Białej) – polski zawodnik uprawiający snowboarding, olimpijczyk z Nagano 1998.
Wielokrotny medalista mistrzostw Polski:
- Złoty
  - w slalomie równoległym w roku 1999[1], 2001[2], 2002[3]
  - w slaomie gigancie w latach 1999[4], 2000[5],
  - w snowboardcrossie w roku 1999[6],
  - w slalomie gigancie równoległym w latach 2001[7], 2002[8]
- srebrny
  - w snowboardcrossie w roku 2002[9]
- brązowy
  - w half-pipe w roku 2000[10],
  - w slalomie równoległym w roku 2000[11]

Uczestnik mistrzostw świata w:
- Berchtesgaden (1999) podczas których zajął: 22. miejsce w slalomie gigancie[12], 29. miejsce w slalomie rówlnoległym[13], 17. miejsce w snowboardcross[14], nie ukończył slalomu giganta równoległego[15],
- Madonna di Campiglio (2001) podczas których zajął 32. miejsce w slalomie gigancie[16], 28. miejsce w snowboardcrossie[17], nie ukończył slalomu równoległego[18].

Na igrzyskach w Nagano wystartował w slalomie gigancie zajmując 19. miejsce oraz w half-pipe zajmując 35. miejsce.